# Kamienica Pod Wiewiórką w Krakowie
Kamienica Pod Wiewiórką (znana także jako Kamienica Bonarowska, Kamienica Piotrkowczykowska) – zabytkowa kamienica znajdująca się w Krakowie, w dzielnicy I przy ulicy Floriańskiej 15, na rogu z ulicą św. Tomasza 21,  na Starym Mieście.

## Historia
Kamienica została wzniesiona w połowie XIV wieku. W II połowie XV wieku została przebudowana i rozbudowana. Od pierwszej do trzeciej ćwierci XVI wieku była własnością Betmanów i Bonerów. W tym czasie została przebudowana na renesansowy pałac miejski – nadbudowano drugie piętro, wzniesiono oficynę tylną, a w miejscu traktu środkowego urządzono niewielki dziedziniec z krużgankiem z dwuprzęsłową loggią. Na przełomie XVI i XVII wieku była własnością rajcy J. Ciepielowskiego, w latach 1607–1630 podskarbiego litewskiego M. Woyny, od 1630 A. Piotrkowczyka, a następnie wdowy po nim. W 1674 została zakupiona przez Akademię Krakowską i zaadaptowana na Drukarnię Akademicką. W 1786 budynek nabył Rafał Józef Czerwiakowski i przebudował na kamienicę czynszową. W tym czasie, po wzniesieniu oficyny bocznej, ukształtowała się ostateczna forma budynku jako trójskrzydłowego gmachu z niewielkim podwórkiem otoczonym gankami. W 1852 uruchomiono na drugim piętrze budynku zakład szwaczek fundacji Jadwigi Sapieżyny. W 1856 przebudowano fasadę i wnętrza według projektu Filipa Pokutyńskiego. W 1888 adaptowano jeden lokal na pracownię wyrobów z brązu. W latach 1903–1904 przebudowano parter, m.in. przeniesiono barokowy portal bramny na elewację od strony ulicy św. Tomasza. W 1935 dokonano renowacji fasady parteru według projektu Władysława Stupnickiego. Nad wejściem od strony ulicy Floriańskiej umieszczono wówczas godło przedstawiające wiewiórkę, zaprojektowane przez K. Muszkieta, a wykonane przez J. Ogłódka.
15 czerwca 1967 kamienica została wpisana do rejestru zabytków. Znajduje się także w gminnej ewidencji zabytków.

## Architektura
Kamienica ma formę trójskrzydłowego gmachu z niewielkim podwórkiem. Ma ona trzy kondygnacje i dwie elewacje frontowe. Elewacja od strony ulicy Floriańskiej jest pięcioosiowa, a od strony ulicy św. Tomasza – trzynastosiowa. W parterze znajdują się dwa portale: półkolisty barokowy od strony ulicy św.Tomasza i modernistyczny z godłem od strony ulicy Floriańskiej. Elewacje posiadają prosty wystrój. Okna ozdobione są gzymsami. Budynek wieńczy gzyms koronujący
We wnętrzach kamienicy zachowały się m.in. klasycystyczne sztukaterie i kominki.

## Galeria

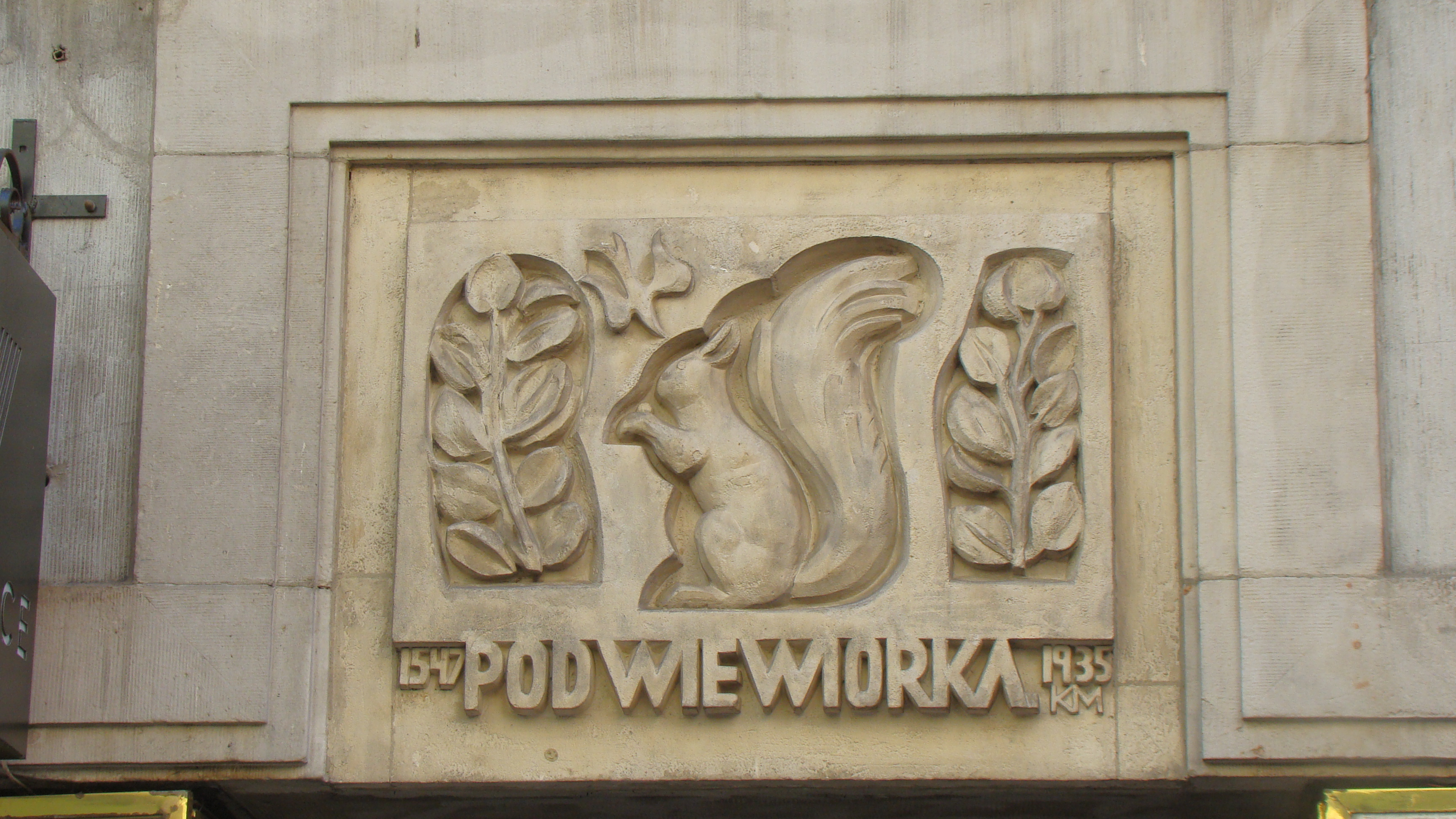
Godło kamienicy
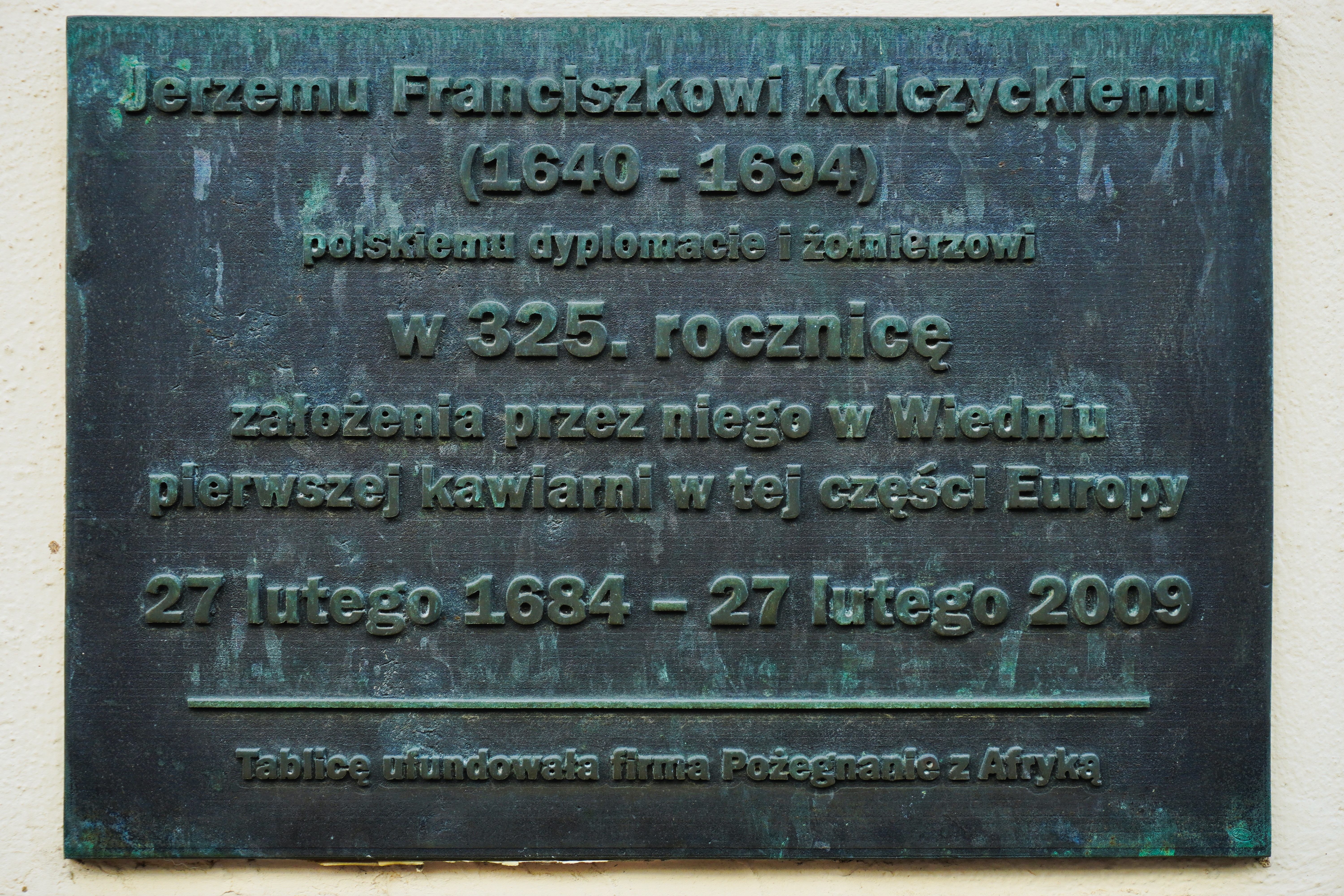
Tablica upamiętniająca Jerzego Franciszka Kulczyckiego, wmurowana w elewację kamienicy od strony ul. św. Tomasza